# Eurya adenocephala
Eurya adenocephala är en tvåhjärtbladig växtart som beskrevs av Otto Warburg, P. och F. Sarasin. Eurya adenocephala ingår i släktet Eurya och familjen Pentaphylacaceae. Inga underarter finns listade i Catalogue of Life.